# Gare de Baud
Pour les articles homonymes, voir Baud.
La gare de Baud est une gare ferroviaire française de la ligne d'Auray à Pontivy, dans le département du Morbihan en région Bretagne. Elle est située au lieu-dit « Gare de Baud », dans la commune de Languidic et à 8,8 kilomètres du bourg centre, près de la limite avec celle de Baud et à 4,4 kilomètres de ce village.
Elle est mise en service en 1864 par la Compagnie du chemin de fer de Paris à Orléans (PO). Le service des voyageurs est fermé en 1949.
C'est une gare de la Société nationale des chemins de fer français (SNCF), ouverte au service fret.

## Situation ferroviaire
Établie à 33 mètres d'altitude, la gare de Baud est située au point kilométrique (PK) 610,316 de la ligne d'Auray à Pontivy, entre les gares de Lambel - Camors (fermée) et de Saint-Rivalain (fermée).

## Histoire
La gare de Baud est mise en service le 19 septembre 1864 par la Compagnie du chemin de fer de Paris à Orléans (PO), lorsqu'elle ouvre à l'exploitation la ligne d'Auray à Pontivy, embranchement de sa ligne de Nantes à Chateaulin.
En 1912, la Compagnie du PO fournit au Conseil général un tableau des « recettes au départ » de ses gares du département, la gare de Belz-Plœmel totalise 53 681 francs[pas clair], ce qui la situe à la 13e place sur les 30 gares ou stations.
Elle est reprise par le réseau de l'État en 1934 et entre dans le giron de la SNCF lors de la nationalisation de 1938.
Le 2 octobre 1949, le trafic des voyageurs est officiellement transféré sur la route ce qui entraine la fermeture de la gare à ce service.

## Service des voyageurs
La gare est fermée depuis la fermeture de la ligne à ce trafic.

## Service des marchandises
La plateforme marchandises de la gare a été utilisée par l'usine d'aliments pour bétail Nutréa, filiale de la coopérative agricole Eureden ; des trains étaient régulièrement formés devant l'ancienne halle marchandises et le bâtiment voyageurs de la gare de Baud. L'usine a fermé en février 2025,.

## Patrimoine ferroviaire

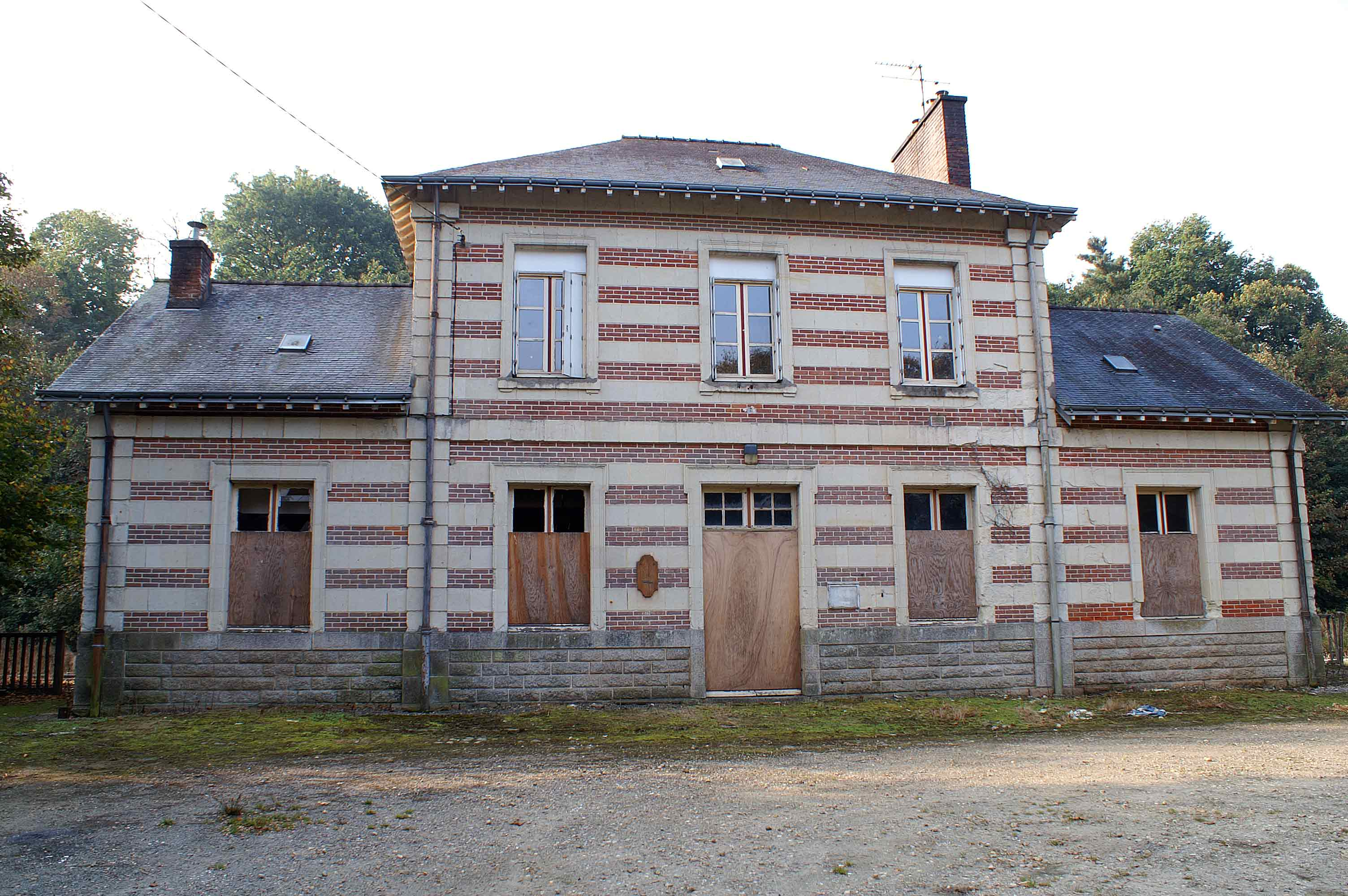
Ancien bâtiment voyageurs

En 1864, la Compagnie du Chemin de fer de Paris à Orléans (PO) fait construire la gare suivant le modèle habituel des gares de la Compagnie dans le sud Bretagne. Le bâtiment est composé d'un corps central à étage entouré de deux petites ailes en rez-de-chaussée ; il y a trois fenêtres à l'étage et six ouvertures au niveau du sol, des portes côté voies et une porte et des fenêtres sur la façade extérieure. La construction utilise les matériaux habituels des gares de la ligne, avec une alternance de lignes rouges en brique, et blanches en tuffeau.
En 2009, le bâtiment voyageurs existe toujours ; il est dans un relatif bon état extérieur, fermé et semble inutilisé. Une halle à marchandises est encore présente (cachée par un arbre sur la photo ci-dessous) à peu de distance entre la gare voyageurs et l'entrée de l'usine d'aliments du bétail Unicopa.
De 2002 à 2010, la gare voit passé des trains touristiques, nommés « Train Blavet Océan », affrétés ponctuellement par l'association PARB'ER qui essaie de faire revivre une activité voyageurs sur la ligne de la gare d'Auray à la gare de Pontivy en organisant quelques circulations. Cependant, l'association fini par jeter l'éponge en 2010 pour des raisons économiques. Mais, dès 2021, ces circulations touristiques reprennent du service entre les gares de Pontivy et Lambel-Camors, avec une autre association : CFCB (Chemins de Fer du Centre Bretagne). La gare de Baud voit donc encore aujourd'hui passer des trains de voyageurs.  

## Cinéma
La gare a été utilisée comme décor pour l'une des scènes d'ouverture du film Un chien dans un jeu de quilles afin de filmer l'arrivée de Pierre Richard en Bretagne.